# Hans-Jörg Uther
Hans-Jörg Uther (né le 20 juillet 1944 à Herzberg am Harz) est un chercheur en littérature et folkloriste allemand. Son nom est associé à la classification internationale des contes-types, dite Aarne-Thompson-Uther (ATU).

## Biographie
Uther étudie la folkloristique, la germanistique et l'histoire littéraire à l'Université de Munich (1969-70), puis à l'Université de Göttingen (1970-73). Il obtient le diplôme d'État d'enseignant du secondaire. Par la suite, il collabore à l’Enzyklopädie des Märchens. En 1980, il obtient à Göttingen son doctorat avec sa thèse intitulée Behinderte in populären Erzählungen (« Les handicapés dans les récits populaires »).
De 1991 à 1994, il est conférencier à l'Université de Duisbourg et Essen. En 1994, il est qualifié comme professeur de germanistique, littérature et littérature populaire. De 1989 à 2002, il est rédacteur en chef de la collection Die Märchen der Weltliteratur (« Les contes de la littérature mondiale ») aux éditions Eugen Diederich, et depuis 1988 coéditeur de la revue Fabula. Depuis 2000, il est professeur Extraordinarius (sans chaire) de germanistique et de littérature à Essen.
Il est depuis 1992 membre correspondant de l'Académie de littérature pour l'enfance et la jeunesse à Volkach, et depuis 1993 Folklore Fellow à l'Académie finlandaise des sciences à Helsinki. À partir de 2010, il est directeur de programme pour l’Encyclopédie du conte et conseiller scientifique de la Société des Frères Grimm à Cassel. 
Uther a publié des travaux de recherche en narration comparative et historique, en littérature pour la jeunesse, en illustration populaire, ainsi que sur les types, le matériau et les motifs. Il a en outre publié, en 1996 et 2004, deux éditions importantes des Contes de Grimm. En 2004 a paru sa version révisée de la Classification Aarne-Thompson (3 volumes), désormais connue internationalement sous le nom de Classification Aarne-Thompson-Uther (ATU).

## Récompenses
- 2005: Prix Européen du Conte (Fondation du Conte Walter-Kahn)
- 2010: Prix des Frères-Grimm de l'Université Philipps de Marburg[2].

## Œuvres
(liste non exhaustive)
- (de) Behinderte in populären Erzählungen. Studien zur historischen und vergleichenden Erzählforschung. Berlin 1981 (Fabula/Supplement-Serie Band 5).
- (de) Katalog zur Volkserzählung. Spezialbestände des Seminars für Volkskunde und der Enzyklopädie des Märchens. 2 Bände. München u.a. 1987.
- (de) Handbuch zu den Kinder- und Hausmärchen der Brüder Grimm, Berlin 2008
- (de) Deutscher Märchenkatalog. Ein Typenverzeichnis, Münster 2015
- (en) The Types of International Folktales : A Classification and Bibliography Based on the System of Antti Aarne and Stith Thompson, Academia Scientiarum Fennica, coll. « Folklore Fellow's Communications, 284-286 », Helsinki, 2004. – 3 vol. :
  - Part I : Animal Tales, Tales of Magic, Religious Tales, and Realistic Tales, with an Introduction, 619 pages  (ISBN 978-951-41-1054-2) ;
  - Part II : Tales of the Stupid Ogre, Anecdotes and Jokes, and Formula Tales, 536 pages  (ISBN 978-951-41-1055-9) ;
  - Part III : Appendices, 285 pages  (ISBN 978-951-41-1067-2).